# Corasoides australis
Corasoides australis är en spindelart som beskrevs av Butler 1929. Corasoides australis ingår i släktet Corasoides och familjen Stiphidiidae.
Artens utbredningsområde är Victoria, Australien. Inga underarter finns listade i Catalogue of Life.